# Provincia Metropolitana
Metropolitana es una de las provincias del departamento de Santander, la cual fue creada a razón de la ordenanza N° 09 de 2019.Tiene una extensión de 4.540 km², en ella se contemplan 11 municipios , Bucaramanga, El Playón, Floridablanca, Girón, Lebrija, Los Santos, Piedecuesta, Rionegro, Santa Bárbara y Zapatoca, que anteriormente hacían parte de otras provincias.
Los municipios que conforman esta provincia son:
- Bucaramanga
- El Playón
- Floridablanca
- Girón
- Lebrija
- Los Santos
- Piedecuesta
- Rionegro
- Santa Bárbara
- Zapatoca
- Tona se incluye tanto en la subregion Soto Norte como en la Metropolitana.